# 溥儀墓
溥儀墓位于中国河北省易县西陵镇旺隆村北华龙皇家陵园内，是清朝和中国的最后一任皇帝溥仪与皇后婉容的合葬墓。
溥仪于1967年去世後，其骨灰起先安放于北京市八宝山人民公墓，1980年改至北京市八宝山革命公墓。1995年1月26日，其遗孀李淑贤将溥儀的骨灰移葬于此处。
溥儀墓靠近清西陵，距離光绪帝的崇陵僅約200米。四面环山，中间为方圆1.5公里盆地。面积95平方米，墓前建华表一对，墓碑上书“爱新觉罗·溥儀”，設有望柱環繞。墓的主體为圆形，高1.2米，直径2米。1995年建成。元配皇后婉容和明賢貴妃譚玉齡葬於溥儀墓左右側。